# Codyville Plantation
Codyville Plantation es una plantación ubicada en el condado de Washington en el estado estadounidense de Maine. En el Censo de 2010 tenía una población de 24 habitantes y una densidad poblacional de 0,17 personas por km².

## Geografía
Codyville Plantation se encuentra ubicada en las coordenadas 45°27′49″N 67°41′13″O / 45.46361, -67.68694. Según la Oficina del Censo de los Estados Unidos, Codyville Plantation tiene una superficie total de 142.01 km², de la cual 141.59 km² corresponden a tierra firme y (0.3%) 0.42 km² es agua.

## Demografía
Según el censo de 2010, había 24 personas residiendo en Codyville Plantation. La densidad de población era de 0,17 hab./km². De los 24 habitantes, Codyville Plantation estaba compuesto por el 95.83% blancos, el 0% eran afroamericanos, el 0% eran amerindios, el 0% eran asiáticos, el 0% eran isleños del Pacífico, el 0% eran de otras razas y el 4.17% pertenecían a dos o más razas. Del total de la población el 0% eran hispanos o latinos de cualquier raza.